# Jo Swinsonová
Joanne Kate Swinsonová (* 5. února 1980, Glasgow) je skotská politička, v letech 2005–2015 a 2017–2019 poslankyně dolní komory britského parlamentu reprezentující East Dunbartonshire a bývalá předsedkyně Liberálních demokratů.

## Osobní život
Jo Swinsonová, celým jménem Joanne Kate Swinson se narodila v únoru 1980 ve skotském Glasgow a vyrostla na jeho předměstí. Navštěvovala státní školu ve městě Milngavie a poté vystudovala management na London School of Economics. O politiku se zajímala od mladého věku, do Liberálně demokratické strany vstoupila v sedmnácti letech. Vdala se za Duncana Hamese, toho času také liberálního demokrata. Mají spolu dvě děti. Mezi její zájmy patří maratonský běh.

## Politická kariéra
Její první účast ve všeobecných volbách v roce 2001 ve volebním obvodě Kingston upon Hull East skončila neúspěchem a křeslo si udržel labourista John Prescott. Stejně dopadla i kandidatura do skotského parlamentu za obvod Strathkelvin and Bearsden o dva roky později.
V následujících všeobecných volbách v roce 2005 byla zvolena ve svém domácím obvodu East Dunbartonshire a stala se tak ve věku 25 let nejmladší poslankyní dolní komory. Po svém znovuzvolení ve volbách v roce 2010 zastávala v koaliční vládě Davida Camerona několik nižších ministerských funkcí.
O poslanecký post přišla, jako mnoho dalších poslanců Liberálních demokratů, ve volbách v roce 2015, když ji porazil John Nicolson ze Skotské národní strany. O dva roky později se jí podařilo v předčasných volbách do sněmovny vrátit. V tomto období mimo vrcholnou politiku vydala knihu Equal Power: And How You Can Make It Happen.

### Stranické vedení
Od roku 2017 byla ve vedení Liberálních demokratů jako místopředsedkyně. V březnu 2019 oznámil předseda strany Vince Cable svůj odchod z vedení. Jediným dalším zájemcem o předsednictví byl Ed Davey, kterého Swinsonová porazila ve stranickém hlasování v červenci téhož roku v poměru 47 997 : 28 021 hlasů a stala se tak první ženou a zároveň nejmladší předsedkyní strany od jejího založení. Poražený Ed Davey vyjádřil Swinsonové podporu a ujal se v září 2019 pozice místopředsedy. Stranu vedla s kampaní za zachování členství Spojeného království v EU do všeobecných voleb v prosinci 2019. Liberální demokraté získali 11 křesel, tedy o jedno méně než v roce 2017. Sama Swinsonová svůj post poslankyně neuhájila – prohrála v poměru 19 523 ku 19 672 hlasům s Amy Callaghanovou z SNP a z vedení strany musela odstoupit.